# (34438) 2000 SV44
2000 SV44 (asteroide 34438) é um asteroide da cintura principal. Possui uma excentricidade de 0.08555840 e uma inclinação de 5.99644º.
Este asteroide foi descoberto no dia 26 de setembro de 2000 por Yoshisada Shimizu e Takeshi Urata em Nachi-Katsuura.